# Zeki Müren

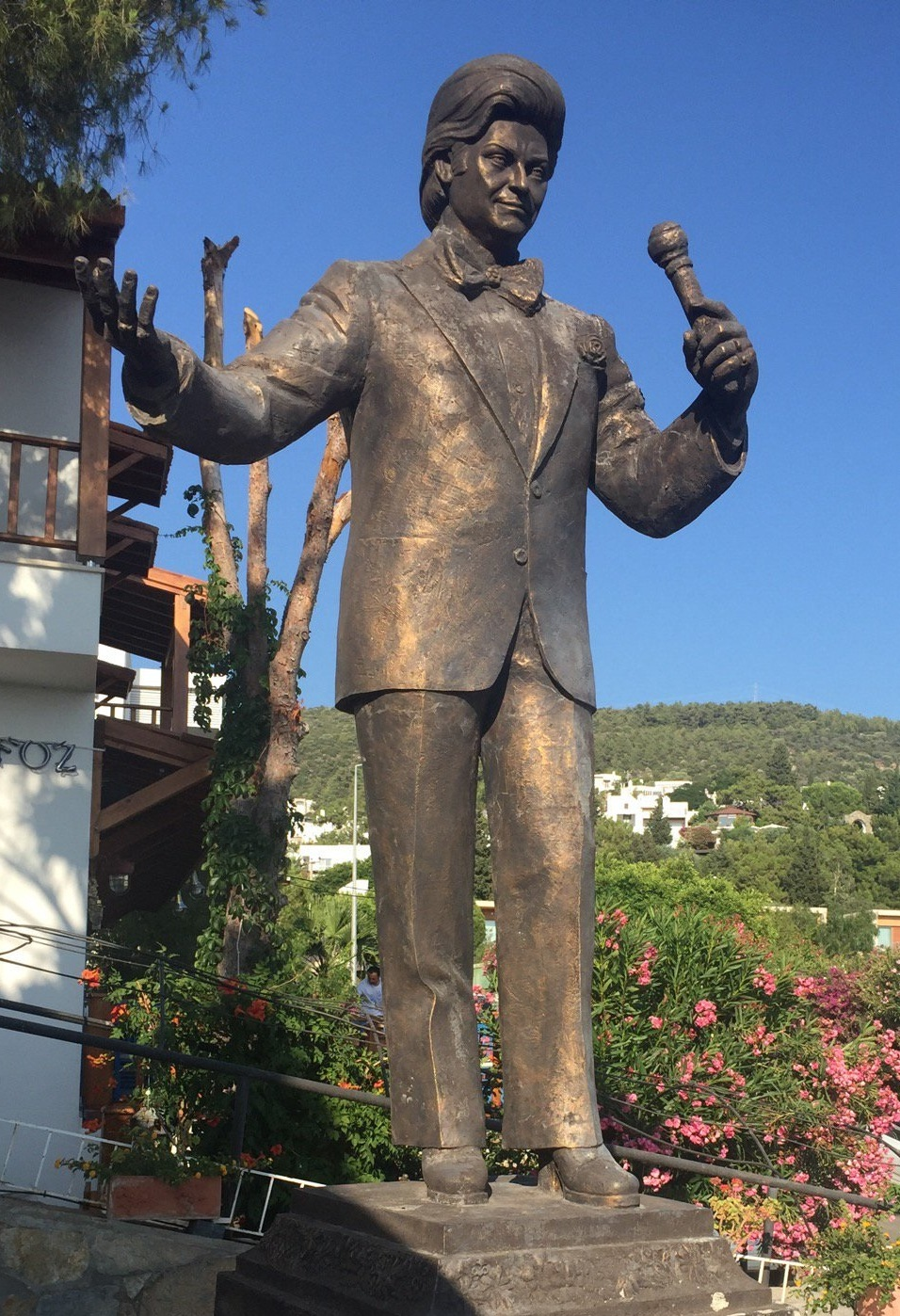
Zeki Müren

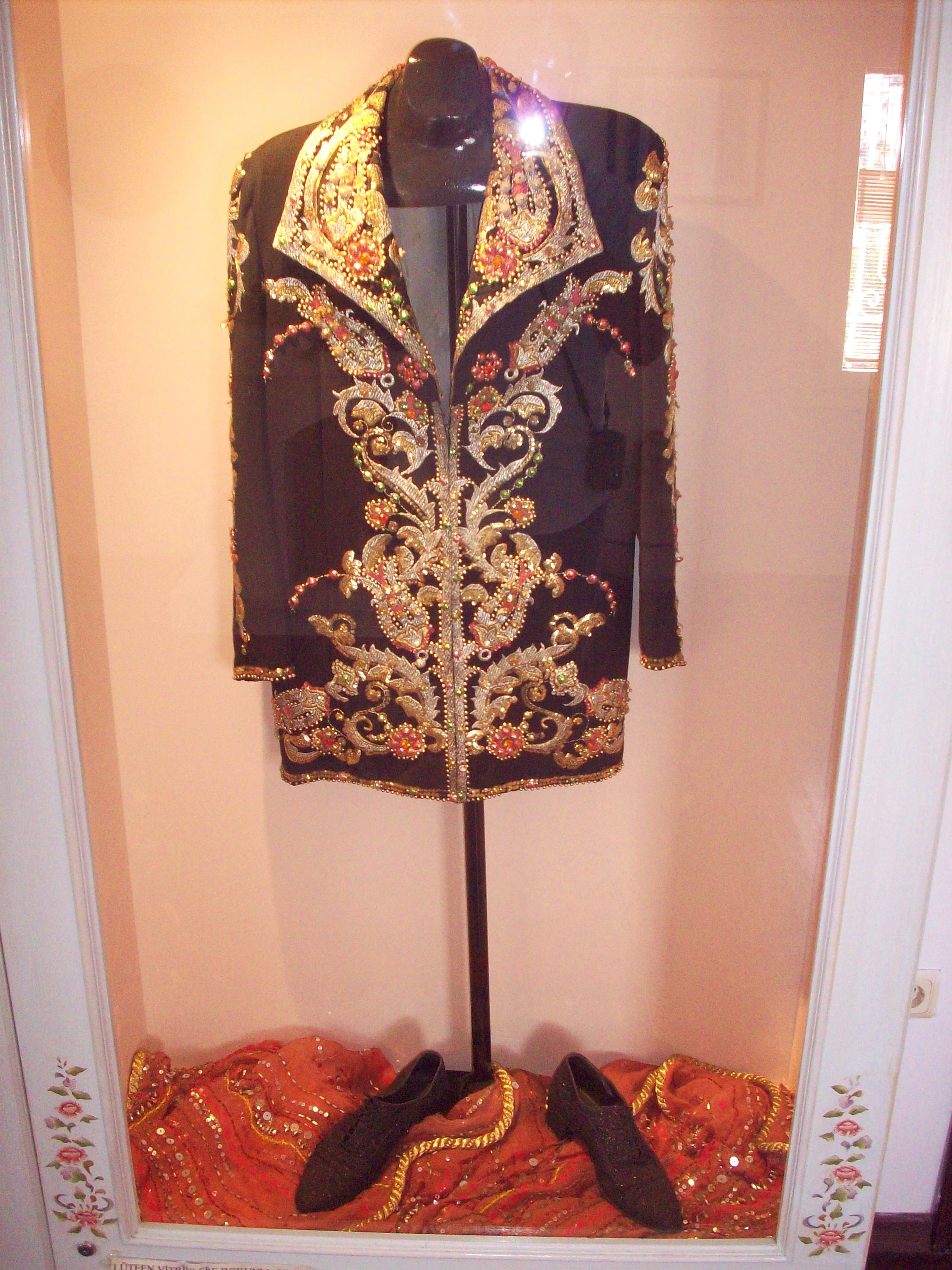
Von Zeki Müren getragene Kleidung

Zeki Müren (* 6. Dezember 1931 in Bursa, Türkei; † 24. September 1996 in Izmir) war ein türkischer Dichter, Komponist und Sänger der türkischen klassischen und zeitgenössischen Musik. Er wurde „Sonne der Kunst“ (Sanat Güneşi) und liebevoll Pascha („General“) genannt.

## Jugend und Ausbildung
Müren war der einzige Sohn eines gut situierten Tabak- und Holzhändlers. Seine sekundäre Schulbildung begann Müren in Bursa und schloss sie in Istanbul am „Bosporus-Lyceum“ (Boğaziçi Lisesi) ab. Von 1950 bis 1953 studierte er im Fachbereich Dekorative Kunst an der „Akademie der schönen Künste“ (Güzel Sanatlar Akademisi) in Istanbul. Schon während der Sekundarschulzeit in Bursa begann er zusammen mit İzzet Cerçeker, welcher Tanbur spielte, zu musizieren. In Istanbul setzte er seine Übungen mit Agopos Efendi fort, einem armenischen Musiker, welcher die „Hampartsoum-Notenschrift“ beherrschte. Der Armenier Krikor Efendi spielte dabei Oud. Später erlernte Müren zahlreiche Kompositionen von Şerif İçli, einem Oud-Spieler, welcher das Fasil-Repertoire gut kannte; Şerif İçli und ein weiterer Lehrer namens Sadri Sençalar waren auch Mitglieder des türkischen Radioorchesters.

## Musikkarriere
Eine frühe Komposition von Müren wurde 1949 bzw. 1950 von Suzan Güven im Radio gesungen. Seinen ersten eigenen Medienauftritt hatte Müren mit 19 Jahren am 8. April 1951 im Istanbuler Radio, er sang weitere fünfzehn Jahre im türkischen Radio. Mit Bir Muhabbet Kuşu („Wellensittich“) veröffentlichte er bald darauf seine erste Schallplatte. Im Jahre 1955 war er der erste türkische Sänger, der eine Goldene Schallplatte überreicht bekam. Mehrmals wurde er zum „Künstler des Jahres“ gewählt. Insgesamt komponierte er im Laufe seiner Karriere über 100 Lieder und nahm über 200 Lieder auf, die auf über 50 Langspielplatten veröffentlicht wurden. Bei der Interpretation der Lieder sind seine Stimme hervorzuheben, ebenso wie seine präzise Artikulation des Türkischen, die für türkische klassische Musik wichtig ist. Wie es für die Musikrichtung üblich ist, handeln die meisten seiner Lieder von der Liebe. In den späten 1970er Jahren näherte er sich auch der Musikrichtung Arabeske an.
Ab 1955 trat Müren für einige Zeit im Küçük Çiftlik Gazinosu auf, einem der drei bekanntesten Istanbuler Nachtclubs der damaligen Zeit. Dort wurde er von Instrumentalisten wie Selahattin Pınar, Yorgo Bacanos, Sadi Işılay, Hakkı Derman, Şükrü Tunar, Feyzi Aslangil, Kadri Şençalar, İsmail Şençalar und Necdet Gezen begleitet. In manchen Zeiten hatte er hundert Bühnenauftritte im Jahr. Er trat auch bei türkeispezifischen Matinees auf, die weiblichem Publikum vorbehalten waren, bei denen sie wie bei einem Picknick Essen und Trinken mitbringen und wo teilweise ein spezielles Repertoire gesungen wird.
Bemerkenswert waren auch sein exzentrisches Auftreten als Paradiesvogel und seine Bühnenkostüme, die er selbst entwarf. Neben den von Anfang an getragenen Anzügen, Smokings kam nach einer Begegnung mit Liberace auf einer Amerikareise in den 1960er Jahren Extraordinäres hinzu. Eine Zeit lang trat er öfters in einer Art Minikleid auf, manchmal auch mit Netzstrümpfen und Plateaustiefeln dazu. Müren verglich es einmal mit römischen Tunikas, die im Original aber länger waren. Müren war auch der erste, der glitzernde Kostüme trug. Auch in späteren Jahren trug er öfters Umhänge, war generell eher feminin gekleidet, stets geschminkt und trug prunkvolle Ringe. Er wirkte androgyn, aber nie als Drag Queen, sondern blieb trotz aller Effemination immer als Mann erkennbar. Seine Kleidung ist heute im Zeki Müren Museum zu besichtigen. Seine Selbstinszenierung und sein Auftreten werden öfters mit Liberace verglichen, wegen seiner damaligen Popularität, seinen Glitzer-Kostümen und seinen Gewichtsproblemen im Alter wird er manchmal mit Elvis Presley verglichen.

## Film, Gedichte und Malerei
1953 drehte er seinen ersten Spielfilm Beklenen Şarkı („Das erwartete Lied“), zusammen mit der berühmten Schauspielerin Cahide Sonku. Sie war auch die Ehefrau des väterlichen Geschäftspartners Ihsan Doruk. Bis zu seinem letzten Film Rüya Gibi („Wie ein Traum“) im Jahre 1971 folgten siebzehn weitere Filme mit ihm in der Hauptrolle, in denen er im Gegensatz zur Showbühne reguläre Männer spielte und bisweilen den eifersüchtigen Liebhaber darstellte, der seine Konkurrenten auch handgreiflich ausschaltete. Für einige Filme schrieb er auch die Musik.
Müren war auch als Dichter aktiv und verfasste mehr als 100 Gedichte. 1951 brachte er das Buch Bıldırcın Yağmuru („Der verzagte Regen“) heraus. Nur als Hobby malte er auch.

## Späte Jahre, Tod und Nachruhm

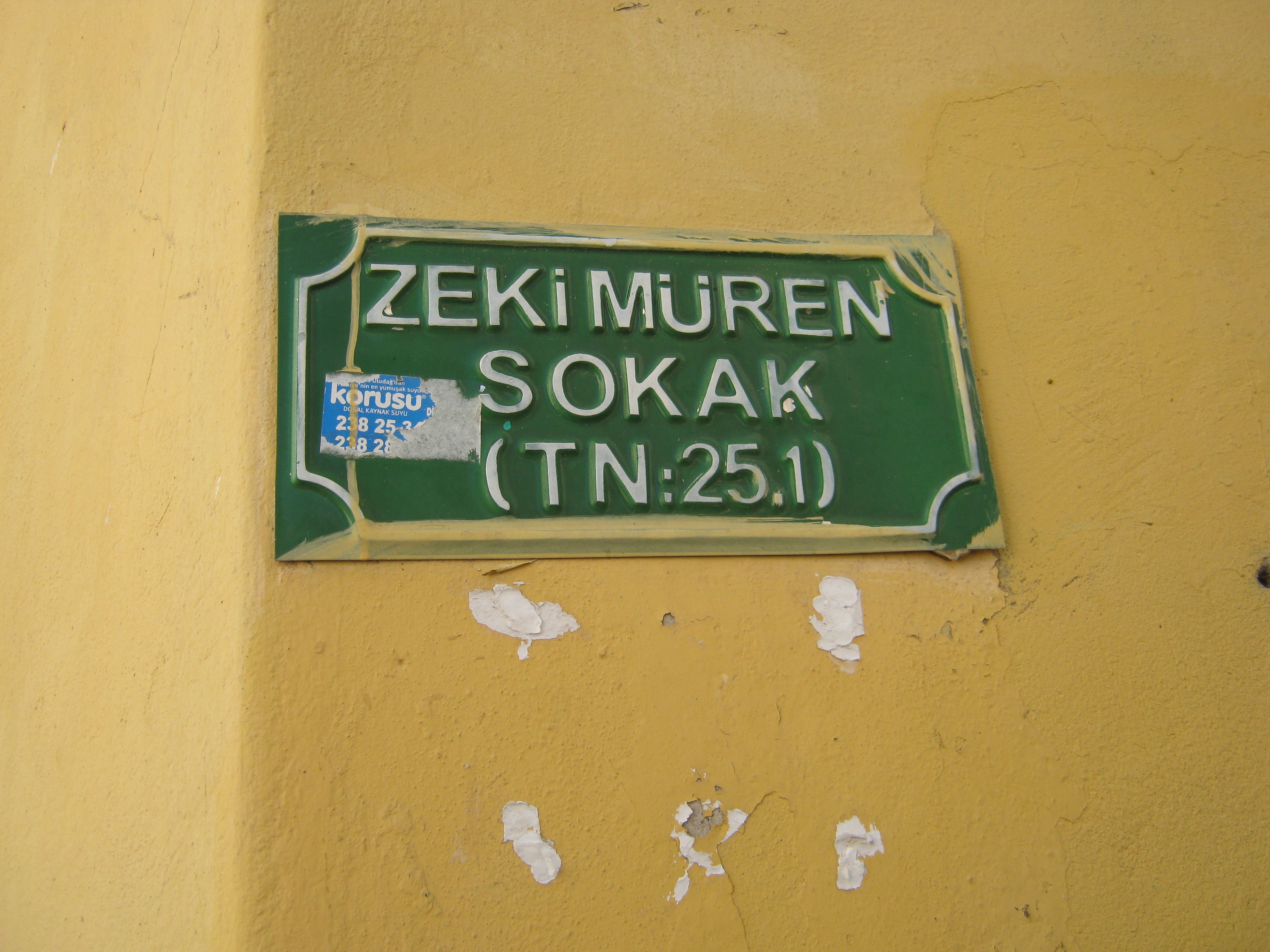
Zeki-Müren-Straße in Bursa

Im Zuge der gesellschaftlichen Neuordnung nach dem Militärputsch vom 12. September 1980 erhielt Müren Auftrittsverbot, ebenso wie die Transsexuelle Bülent Ersoy. Nach ein paar Jahren durfte er wieder auftreten. In seinen letzten Lebensjahren litt Müren an starkem Übergewicht und lebte seit 1992 zurückgezogen in seiner Villa in Bodrum. Bei seltenen Fernsehaufnahmen beschränkte man sich darauf Gesicht und Hände zu zeigen.
Müren starb während der Aufnahmen zu einer Sendung in den Izmir-Studios von TRT. In dieser Sendung sollte ihm zum Abschluss eines Dokumentarfilms über sein Leben Batmayan Güneş („Die nicht untergehende Sonne“) ein Preis verliehen werden. Besonders erregt hatte Müren die Ankündigung, dass ihm das Mikrofon geschenkt werden würde, mit dem er 1951 im Ankara-Radio sein erstes Lied gesungen hatte. In dieser Sendung war auch Ajda Pekkan und Muazzez Ersoy zu Gast. Nachdem er gestorben war, blendete TRT den Schriftzug „Die Sonne ist untergegangen“ ein. Das Begräbnis glich einem Staatsbegräbnis mit zehntausenden Männern und Frauen aller politischer Richtungen und der türkischen Flagge auf seinem Sarg. Der damalige Staatspräsident Süleyman Demirel verkündete „Er war mein Freund“ und Generalstabschef Hakki Karadayi ließ ausrichten „Zeki Müren hat sein Vaterland geliebt.“
Einen großen Teil seines Erbes vermachte Müren der Stiftung der türkischen Armee und der staatlichen Bildungsstiftung. In seiner Geburtsstadt Bursa gibt es das Musik- und Kulturgymnasium Zeki Müren Anadolu Güzel Sanatlar Lisesi, mit dem die Musikschule der Stadt Rathenow partnerschaftliche Beziehungen unterhält. Sein Sommerhaus im Ferienort Bodrum an der Zeki Müren Caddesi („Zeki Müren Straße“), wurde vom Kulturministerium renoviert und am 8. Juni 2000 als Zeki Müren Museum der Öffentlichkeit zugänglich gemacht. Die Bardakçı Bucht in Bodrum wird auch Zeki Müren koyu („Zeki Müren Bucht“) genannt.

## Umgang mit der „extraordinären Art“
Im Laufe seiner Karriere wurden ihm Romanzen mit vielen berühmten Frauen und Starlets, insbesondere auch mit Ajda Pekkan, nachgesagt. Er selbst sprach lediglich darüber, zwischen 1962 und 1970 eine große Liebe gelebt zu haben. Das Geschlecht dieser Person hat er nie verraten. Zumindest Anfang der 1980er Jahre lebte er offen mit Fahrettin Arslan in seinem Haus in Bodrum. In einem langen Interview, das kurz nach Arslans Tod veröffentlicht wurde, verglich er ihre Partnerschaft explizit mit den mann-männlichen Partnerschaften des klassischen Sufismus. Müren selbst verglich sich mit dem mittelalterlichen Mystiker Mevlana Celaleddin Rumi und Arslan mit dessen Lebensgefährten und Inspiration Schams-e Tabrizi.
In der Pseudo-Autobiographie Şimdi uzaklardasın von Ceyhan Güç (1996) wird eine überintensive Beziehung zur Mutter sowie eine kindliche, aber nie erfüllte Liebesaffäre in Bursa herangezogen, um seinen künstlerischen Geist (ince ruhlu) und seine Unfähigkeit zu Langzeitbeziehungen mit anderen Frauen zu erklären. Im Buch Dargınım Sana Hayat: Zeki Müren için bir demet yasemin von Ergun Hiçyılmaz (1997) wird die Mutter nicht erwähnt und der Autor berichtet in langen Szenen über Mürens jugendliche Besuche in Bordellen im Istanbuler Stadtteil Galata, wo er angeblich mit 104 Frauen geschlafen haben soll. Die Beziehung zu Arslan interpretiert Hiçyılmaz als eine von mehreren platonischen Beziehungen zu Frauen und Männern. Die Presse veröffentlichte auch zahlreiche Bilder, die ihn tanzend oder engumschlungen mit weiblichen Stars zeigen.
Müren war für seine ausgewählte, ja schon aristokratische Ausdrucksweise bekannt, er war immer extrem zuvorkommend, zeigte beste Manieren und machte öffentlich immer höfliche Aussagen. Wenn man ihn auf seine Bühnengarderobe ansprach, antwortete er, dass Künstler oft viele Farben zu tragen pflegen. Ein anderes mal kommentierte er die Annahme, dass jemand wegen seiner androgynen Kleidung denken könnte, er habe eine Geschlechtsangleichende Maßnahme vollzogen, dies bei Frauen in Hosen ja auch nicht in den Raum gestellt werde. Auf die Frage, ob ein Mann in Frauenkleidern nicht etwas von seiner Männlichkeit verloren hätte, antwortete er, dass dies keine Frauenkleider seien, sondern die Art von Kleidern, wie sie Caesar, Baytekin oder Brutus getragen haben. Und auf die Nachfolgefrage wie er sich in seiner Nacktheit (çıplaklığınız) auf der Bühne fühlen würde, sagte er „wie ein Wrestler, der im Schwimmkostüm hinausgeht.“
Viele Türken, die beim Coming-out gegenüber ihren Eltern schwer die richtigen Worte finden, sagen: „Ich bin wie Zeki Müren …“
Wenn es um LGBT in der Türkei geht, werden oft Zeki Müren und Bülent Ersoy nebeneinander genannt, manchmal sogar als Freunde bezeichnet. Journalisten haben auch schon zu Lebzeiten Mürens immer wieder „Vergleiche“ angestellt. Die beiden trafen sich jedoch nie. „Müren war verletzlich, zurückhaltend, der 21 Jahre jüngere Ersoy das Gegenteil. Müren fand Ersoy abstoßend, Ersoy Müren zu ängstlich.“ So nahm Ersoy auch nicht 2006 an den Tribute-Auftritten zum 13. Preis der Goldenen Linse und dem daraus entstandenen Album „Eine Stimme – dreizehn Atem“ teil.
Im April 2002 griff der bekannte Musiker und Komponist Özdemir Erdoğan in einer Fernsehshow Müren, Tarkan und Ersoy an: „Zeki Müren hat die türkische Jugend zur Homosexualität inspiriert. Seit seinen Röckchenauftritten in den 60er Jahren habe ich vermehrt in den Istanbuler Gossen kuriose Gestalten gesehen.“ Zeki Müren und Tarkan seien Rattenfänger und „Bülent Ersoy hat sich von Zeki Müren zur Geschlechtsumwandlung inspirieren lassen.“ Daraufhin warfen Medien und Künstler Erdoğan Blasphemie vor.
Am zweiten Januarwochenende 2010 hackten sich Unbekannte in das Zentralsystem für den islamischen Gebetsruf der nordosttürkischen Stadt Rize ein. Statt eines Gebetsrufes erklangen von über 170 Minaretten der Stadt für drei Minuten Lieder von Zeki Müren.

## Diskografie

### Alben
- 1969: Zeki Müren
- 1970: Senede Bir Gün
- 1973: Pırlanta 1
- 1973: Pırlanta 2
- 1973: Pırlanta 3
- 1973: Pırlanta 4
- 1974: Anılarım
- 1975: Mücevher
- 1976: Güneşin Oğlu
- 1977: Nazar Boncuğu
- 1977: Zirvedeki
- 1978: Sükse
- 1981: Kahır Mektubu
- 1982: Eskimeyen Dost
- 1984: Hayat Öpücüğü
- 1985: Masal
- 1986: Helal Olsun
- 1987: Aşk Kurbanı
- 1988: Gözlerin Doğuyor Gecelerime
- 1989: Ayrıldık İşte
- 1989: Karanlıklar Güneşi
- 1989: Şarkılar
- 1990: Dilek Çeşmesi
- 1990: Bir Tatlı Tebessüm
- 1991: Doruktaki Nağmeler
- 1992: Sorma

### Postum veröffentlichte Alben
- 2002: 1955–1963 Kayıtları
- 2005: Selahattin Pınar Şarkıları
- 2005: Sadettin Kaynak Şarkıları
- 2006: Batmayan Güneş
- 2008: Baş Başa Radyo Günleri 1–3
- 2009: Lunapark Konseri
- 2009: Saklı Kayıtlar 1952–1984

### Kollaborationen mit Muazzez Abacı
- 1998: Biz Ayrılamayız
- 2000: Düet

### Außerhalb der Türkei veröffentlichte Alben
- 1964: The Best of Zeki Müren Love Songs Folk Songs Popular Songs Of İstanbul
- 1964: The Golden Voice of Zeki Müren
- 1964: Latest Hits of Zeki Müren

### Singles
- 1953: Beklenen Şarkı
- 1953: Zehretme Hayatı Bana Cânânım
- 1957: Geceler Yârim Oldu
- 1957: Nazlı Bir Çiçek Gibi
- 1957: Devâ Bulmayacak Mı?
- 1958: Kapıldım Gidiyorum Bahtımın Rüzgarına
- 1958: Bu Aşkın Izdırabı
- 1958: Yaprak Dökümü Mevsimi Geldi
- 1959: Bir Beyaz Gül Gibisin
- 1959: Doktor Civanım
- 1959: Ruhumda Yine Aşk Bestesi Var
- 1960: Tuti Mucize Gûyem
- 1961: Söğüt Dalından İncesin
- 1963: Aşkın Sırrı Bilinmez
- 1964: Kızılcıklar Oldu Mu?
- 1965: Veda Busesi
- 1965: Bir Yangının Külünü
- 1965: Hep O Şarkı
- 1965: Sevgi Yağmuru
- 1966: Ayrılsak Da Beraberiz
- 1966: İki Yabancı (mit Ajda Pekkan)
- 1966: Sen Aşk Nedir Bilmez Misin?
- 1966: Bu Yemin Yalan Değil
- 1966: Çatılmış Kaşlarınla Kime Düşman Gibisin
- 1966: Ağla Gitar Çal Gitar
- 1967: Girersen Kalbime Çıkma Sakın
- 1967: Eski Dost Düşman Olmaz
- 1969: İnleyen Nağmeler
- 1969: Ağlama Değmez Hayat
- 1969: Köprüden Geçti Gelin
- 1969: Kanlıca
- 1970: Seven Ne Yapmaz
- 1970: Zalimin Zulmü
- 1970: Yaralı Gönül
- 1971: Gizli Aşk Bu
- 1971: Bu Sarmaşık Gülleri
- 1972: Beni Terketme
- 1972: Seni Andım Bu Gece
- 1972: Oğlum
- 1972: Gözlerini Gözlerimden Ayırma Hiç
- 1972: Gölgesinde Mevsimler Boyu Oturduğumuz
- 1972: Ben Her Mevsim O Yere Üzgün Üzgün Giderim
- 1973: Ümîdini Kirpiklerine Bağladı Gönlüm
- 1973: Nideyim Sahn-ı Çemen Seyrini
- 1974: Avuçlarımda Hâlâ Sıcaklığın Var
- 1975: İndim Havuz Başına
- 1977: Kalbime Borçlusun Bir Anda Bitiremezsin
- 1977: Bir Gülü Sevdim
- 1977: Elbet Gönüllerde Sabah Olacak
- 1977: Aşkın Kurbanıyım
- 1977: Bir Evet Yeter
- 1977: Bağ-ı Hüsnün O Güzel Gülleri Soldu
- 1979: Bir Demet Yasemen
- 1979: Hayat Bazen Tatlıdır
- 1979: Bir Tatlı Tebessümün Bin Vuslata Bedeldir
- 1981: Mihrabım Diyerek
- 1982: Şimdi Uzaklardasın
- 1982: Eskimeyen Dost
- 1983: Acaba
- 1983: Gitme Sana Muhtacım (Original: Abdel Halim Hafez – Ahwak)
- 1984: Hayriye
- 1984: Kandil
- 1985: Size Alo Diyorum
- 1985: Aloyla Mutlu Dünyam (mit Ajda Pekkan)
- 1985: Alo’nun Şarkısı
- 1986: Şarkılara Sordum Söylemediler
- 1987: Tesellim Olsun
- 1988: Seni Ben Unutmak İstemedim Ki
- 1988: Gözlerin Doğuyor Gecelerime
- 1988: Ağlamışım Gülmüşüm
- 1988: Seviyorum İşte
- 1988: Günlerdir İçime Çöktü Ayrılık
- 1988: Seni Senden İstiyorum
- 1988: Hiçbir Şeyde Gözüm Yok
- 1988: Gayrı Dayanamam Bu Hasrete
- 1988: Ne Olur Anla Beni
- 1988: O Çeşme
- 1988: Dilşad Olacak Diye
- 1989: Ayaz Geceler
- 1989: Seni Sordum Yıldızlara
- 1989: Şaştım Allahım
- 1989: Mevlam Birçok Dert Vermiş
- 1989: Gözlerin Yeter
- 1989: Bir Mektup Bir Resim
- 1989: Elveda
- 1989: Gücüme Gidiyor Böyle Yaşamak
- 1989: Yağdır Mevlam Su
- 1989: Ah Bu Şarkıların Gözü Kör Olsun
- 1990: Sevgi Dolu Şu Gönlüm
- 1991: Böyle Ayrılık Olmaz
- 1991: Sen De Başını Alıp Gitme
- 1991: İşte Benim
- 1991: Akşam Olmadan Gel
- 1991: Elbet Birgün Buluşacağız
- 1992: Sorma
- 1992: İki Gözüm İki Çeşme
- 1992: Ağlama Sevdam
- 1992: Her Gün İsyanım Var Benim Kadere
- 1992: Kaderi Ben Mi Yarattım?
- 1993: Ne Olursun
- 1993: Kim Görecek Kim Bilecek
- 1993: Ahımı Hicranımı
- 1993: Üzme Beni
- 1998: Biz Ayrılamayız (mit Muazzez Abacı)
- 1998: Hiçbir Şeyde Gözüm Yok (mit Muazzez Abacı)
- 1999: Gözümden Öpme

Quelle:

## Filme
(Mit internationalem englischen Verleihtitel, sofern vorhanden, übersetztem deutschen Titel und weiteren Hauptdarstellern)
- 1953 – Beklenen Şarkı – („Das erwartete Lied“; Cahide Sonku)
- 1955 – Son Beste – (The Last Musical Composition; Belgin Doruk)
- 1957 – Berduş – (The Vagabond; Deniz Tanyerli; auch Filmmusik)
- 1958 – Altın Kafes – (The Golden Cage; Nilüfer Aydan; auch Filmmusik)
- 1959 – Gurbet – (Mualla Kaynak; auch Filmmusik)
- 1959 – Kırık Plak – (The Broken Disk; Belgin Doruk; auch Filmmusik)
- 1961 – Aşk Hırsızı – (The Love Thief; Leyla Sayar; auch Filmmusik)
- 1962 – Hayat Bazen Tatlıdır – (Sometimes Life Is Enjoyable; Belgin Doruk)
- 1963 – Bahçevan – (The Gardener; Belgin Doruk)
- 1964 – İstanbul Kaldırımları – (Pavements of Istanbul; Belgin Doruk; auch Filmmusik)
- 1965 – Hep O Şarkı („Immer dieses Lied“; Belgin Doruk; auch Filmmusik)
- 1966 – Düğün Gecesi – (The Wedding Night)
- 1967 – Hindistan Cevizi – (The Coconut; Filiz Akın)
- 1968 – Kâtibim – (Sezer Güvenirgil)
- 1969 – Kalbimin Sahibi – (Sema Özcan)
- 1969 – İnleyen Nağmeler – (Mine Mutlu)
- 1970 – Aşktan da Üstün – (Filiz Akın; auch Filmmusik)
- 1971 – Rüya Gibi – („Wie ein Traum“, Esen Püsküllü)